# Ga Sinheung
Ga Sinheung là ga đường sắt trên Tàu điện ngầm Seoul tuyến 8.

## Bố trí ga
| Dandaeogeori ↑ |
| \| N/B         |
| ↓ Sujin        |

| Hướng Bắc | ● Tuyến 8 | ← Hướng đi Bokjeong · Chợ Garak · Seokchon · Byeollae |
| Hướng Nam | ● Tuyến 8 | → Hướng đi Sujin · Moran →                            |